# Eduardo Bonvallet
Eduardo Bonvallet (13. ledna 1955, Santiago de Chile – 18. září 2015, Santiago de Chile) byl chilský fotbalista, záložník. Zemřel 18. září 2015 ve věku 60 let poté co spáchal sebevraždu oběšením.

## Klubová kariéra
Profesionálně hrál v chilských klubech Club Universidad de Chile, Universidad Católica, CD O'Higgins a Unión San Felipe a v USA v týmech Fort Lauderdale Strikers a Tampa Bay Rowdies. V jihoamerickém Poháru osvoboditelů nastoupil v 6 utkáních.

## Ligová bilance
| Ročník               | Zápasy | Góly | Klub                      |
| -------------------- | ------ | ---- | ------------------------- |
| 1. chilská liga 1973 | 12     | 1    | Club Universidad de Chile |
| 1. chilská liga 1974 | 24     | 3    | Club Universidad de Chile |
| 2. chilská liga 1975 | -      | -    | Universidad Católica      |
| 1. chilská liga 1976 | 27     | 4    | Universidad Católica      |
| 1. chilská liga 1977 | 19     | 1    | Universidad Católica      |
| 1. chilská liga 1978 | 25     | 1    | CD O'Higgins              |
| 1. chilská liga 1979 | 28     | 0    | CD O'Higgins              |
| NASL 1980            | 16     | 2    | Fort Lauderdale Strikers  |
| 1. chilská liga 1980 | 17     | 0    | Universidad Católica      |
| 1. chilská liga 1981 | 27     | 0    | Universidad Católica      |
| 1. chilská liga 1982 | 21     | 2    | Universidad Católica      |
| NASL 1983            | 11     | 0    | Tampa Bay Rowdies         |
| 1. chilská liga 1983 | 14     | 0    | Unión San Felipe          |
| CELKEM 1. liga       | 241    | 14   |                           |

## Reprezentační kariéra
Za reprezentaci Chile nastoupil v letech 1979–1982 v 24 reprezentačních utkáních. Byl členem chilské reprezentace Mistrovství světa ve fotbale 1982, nastoupil ve 3 utkáních.